# 吾主耶稣基督宝血堂
吾主耶稣基督宝血堂（Chiesa del Preziosissimo Sangue di Nostro Signore Gesù Cristo）是一座罗马天主教教堂，位于意大利罗马Tor di Quinto 社区的Via Flaminia 732号。供奉基督的血。

## 历史
堂区成立于1957年10月22日。1993年10月17日，若望保禄二世访问本堂。
2007年11月24日，教宗本笃十六世将该堂封为领衔堂区。首任枢机司铎为若望·恩居埃。